# Wear OS
Wear OS, voorheen Android Wear, is een versie van Googles besturingssysteem Android dat speciaal is ontworpen voor smartwatches en andere draagbare computersystemen. Wear OS werd aangekondigd op 18 maart 2014.
Door een smartwatch te koppelen met een smartphone die draait op Android versie 4.3 of hoger maakt Wear OS het mogelijk Google Now en notificaties te bekijken op de smartwatch. Ook zijn er op Google Play-apps te downloaden voor op een smartwatch.